# Strada statale 383 di Mandatoriccio
La ex strada statale 383 di Mandatoriccio (SS 383), ora strada provinciale 205 SS 383 di Mandatoriccio (SP 205), è una strada provinciale italiana, il cui percorso si snoda in Calabria.

## Percorso
L'arteria ha inizio distaccandosi dalla ex strada statale 108 ter Silana di Cariati, a metà strada tra Campana e Scala Coeli. Il tracciato punta verso Mandatoriccio raggiunta dopo pochi chilometri, proseguendo poi in direzione nord-est scendendo verso il mar Jonio.
La strada termina innestandosi sulla strada statale 106 Jonica nei pressi della stazione di Mandatoriccio-Campana sulla ferrovia Jonica.
In seguito al decreto legislativo n. 112 del 1998, dal 2002 la gestione è passata dall'ANAS alla Regione Calabria, che ha provveduto al trasferimento dell'infrastruttura al demanio della Provincia di Cosenza.